# Новгородское наместничество
Новгородское наместничество — административно-территориальная единица в Российской империи в 1776—1796 годах. Административный центр — Новгород. Создано 24 августа 1776 года на основе Новгородской губернии. Первоначально было разделено на 2 области, делившиеся на 15 уездов:
- Новгородская область
  - Белозерский уезд
  - Боровичский уезд
  - Валдайский уезд
  - Кирилловский уезд
  - Крестецкий уезд
  - Новгородский уезд
  - Новоладожский уезд
  - Старорусский уезд
  - Тихвинский уезд
  - Устюжно-Железнопольский уезд
- Олонецкая область
  - Олонецкий уезд
  - Вытегорский уезд
  - Каргопольский уезд
  - Паданский уезд
  - Петрозаводский уезд.

4 ноября 1777 года в Новгородской области был образован Череповецкий уезд. 
11 декабря 1781 года указом Екатерины II деление наместничества на области было отменено. При этом Олонецкую область, а также Новоладожский уезд, были переданы в Санкт-Петербургскую губернию.
12 декабря 1796 года преобразовано снова в Новгородскую губернию.